# خاقان بيرقدار
خاقان بيرقدار (بالتركية: Hakan Bayraktar)‏ هو لاعب كرة قدم تركي في مركز الوسط، ولد في 11 فبراير 1976 في سامسون في تركيا. شارك مع منتخب تركيا ب لكرة القدم ‏ ومنتخب تركيا لكرة القدم. أما مع النوادي، فقد لعب مع سامسون سبور وسيفاسبور وغازي عنتاب سبور وكارسياكا ولوميل يونايتد ومرسين إيدمانيوردو ونادي فنربخشة.

## وصلات خارجية
- خاقان بيرقدار على موقع الاتحاد الأوربي (الإنجليزية)
- خاقان بيرقدار على موقع اتحاد تركيا (لاعب) (الإنجليزية)
- خاقان بيرقدار على موقع قاعدة بيانات كرة القدم.إي يو (الإنجليزية)
- خاقان بيرقدار على موقع ناشيونال فوتبول تيمز (الإنجليزية)
- خاقان بيرقدار على موقع Soccerway.com (الإنجليزية)
- خاقان بيرقدار على موقع عالم كرة القدم.نت (الإنجليزية)